# Xu Shuzheng

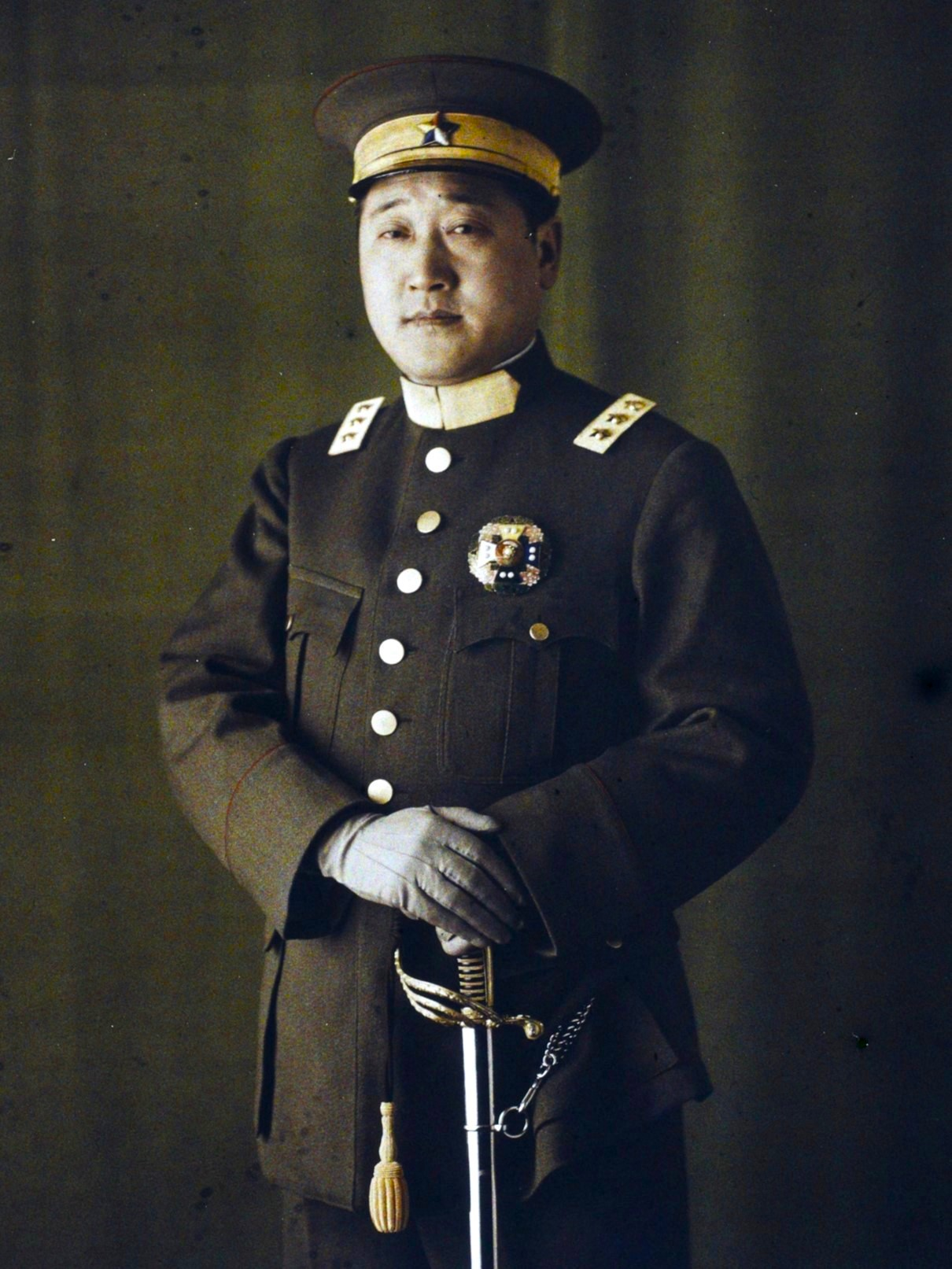
Xu Shuzheng (1925)

Xu Shuzheng (chinesisch 徐樹錚 / 徐树铮, Pinyin Xú Shùzhēng, W.-G. Hsü Shu-Cheng; * 11. November 1880 in Xiao, Qing-Dynastie; † 29. Dezember 1925 in Peking, Republik China) war ein chinesischer Warlord während der Warlord-Ära. Als Untergebener und rechte Hand von Duan Qirui war er ein prominentes Mitglied der Anhui-Clique.

## Leben
Xu wurde im Kreis Xiao in eine Familie von Gelehrten geboren. Er war einer der jüngsten Personen, die jemals die kaiserliche Beamtenprüfungen bestanden haben. Im Jahr 1905 wurde er in eine japanische Militärschule aufgenommen und kehrte nach seinem Abschluss an der Heeresoffizierschule 1910 nach China zurück. Von 1911 bis 1917 diente er in der chinesischen Armee in verschiedenen Positionen im Generalstab, so als Chef der Logistikabteilung, stellvertretender Chef und Chef der Landstreitkräfte. Im Jahr 1918 gründete Xu den Anfu-Club, den politischen Arm der Anhui-Clique, die damals drei Viertel der Sitze in der Nationalversammlung errang. Später im selben Jahr ließ Xu Lu Jianzhang hinrichten, nachdem er herausgefunden hatte, dass Lu versucht hatte, Feng Yuxiang, den Neffen von Lu, zum Kampf gegen die Anhui-Clique zu überreden.
Im Jahr 1919 übernahm Xu das Kommando über die Nordwest-Grenzverteidigungsarmee, die im Oktober in die gerade unabhängig gewordene Äußere Mongolei einmarschierte. Am 17. November zwang er die Mongolei, ihre Autonomieerklärung zurückzuziehen, wodurch die Mongolei vorübergehend wieder unter chinesische Kontrolle geriet. 1920, nachdem sein Partner Duan von der Macht verdrängt war, verlor Xu seine Position und zog seine Truppen zurück. Er wurde in der Mongolei durch Chen Yi ersetzt, und die Mongolei wurde Anfang 1921 wieder unabhängig, als die chinesischen Streitkräfte von einer russisch-mongolischen Armee unter dem Kommando von General Roman von Ungern-Sternberg besiegt wurden.
Zurück in China wurden Xus Truppen von der rivalisierenden Zhili-Clique besiegt und er war gezwungen, in der japanischen Botschaft Schutz zu suchen. Anfang der 1920er Jahre wurde Xu im Rahmen einer chinesischen diplomatischen Mission nach Italien entsandt; ein zweiter Zweck war, ihn aus dem Land zu bringen. Er kehrte 1924 nach China zurück, nachdem Duan als Regierungschef zurückgekehrt war. Im Dezember 1925 wurde er jedoch entführt und ermordet, was aus Rache für die Tötung von Lu Jianzhang einige Jahre zuvor erfolgte.
Xu hatte eine Ehefrau und vier Nebenfrauen. Mit seiner Ehefrau Xia Xuan (夏萱, Hsia Hsuan; 1878–1956) hatte er vier Söhne und zwei Töchter. Sein dritter Sohn Xu Daolin studierte in Deutschland und übte später politische Funktionen auf Taiwan aus. Mit seinen Nebenfrauen hatte er vier weitere Töchter.